# 9059 Dumas
9059 Dumas este o planetă minoră (asteroid), cu un diametru de 3,171 km, din centura de asteroizi. A fost descoperită pe 8 august 1992 la observatoire de la Côte d'Azur⁠(d) de Eric Walter Elst și a fost numită după Alexandre Dumas. 
Obiectul prezintă o orbită caracterizată de o semiaxă mare de 2,1663985 UAi, o excentricitate de 0,08, o înclinație de 2,89449 ° în raport cu ecliptica.